# Percy Williams Bridgman

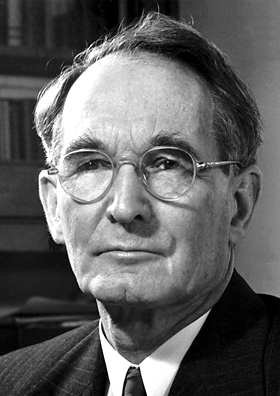
Percy Williams Bridgman, 1946

Percy Williams Bridgman (* 21. April 1882 in Cambridge, Massachusetts; † 20. August 1961 in Randolph, New Hampshire) war ein US-amerikanischer Physiker. Bridgman erhielt 1946 den Nobelpreis für Physik für seine Arbeiten auf dem Gebiet der Hochdruck-Physik.
Er ist ebenfalls bekannt für seine Studien über die elektrische Leitfähigkeit in Metallen und über Kristalleigenschaften. Er verfasste auch Werke über die Philosophie der modernen Wissenschaft, speziell des Operationalismus.

## Leben
Bridgman wurde in Cambridge, Massachusetts geboren. In der nahegelegenen Stadt Newton ging er zur Schule. Er begann 1900 an der Harvard University Physik zu studieren.
Ab 1905 begann er seine Forschungen, mit denen er die Wirkungen hohen Drucks auf Materialien und ihr thermodynamisches Verhalten untersuchte. Aufgrund einer Fehlfunktion änderte er seinen Druckapparat mit dem Ergebnis, dass er eine neue Vorrichtung erfunden hatte, die es ihm erlaubte, Drucke von über 10 GPa (105 bar) zu erzeugen. Bis dahin konnten nur Drucke bis 0,3 GPa (Giga-Pascal) erreicht werden. Mit diesem neuen Apparat wurden eine Fülle neuer Forschungen durchgeführt, zum Beispiel über die Wirkung von Druck auf die Kompressibilität, den elektrischen Widerstand, die Wärmeleitfähigkeit, die Zugfestigkeit und die Viskosität verschiedener Materialien.
1908 erlangte er seinen Doktortitel der Physik an der Harvard University. Hier verbrachte er seine berufliche Karriere bis 1954. Ab 1910 lehrte er an der Harvard University, ab 1913 als Assistant Professor, ab 1919 war er Professor, bis er 1926 Hollis Professor für Mathematik und Naturphilosophie wurde. Ab 1950 war er dort Higgins University Professor.
1935 stellte er das Verfahren der Hochdruck-Torsion vor, das die Experimentelle Grundlage vieler Erkenntnisse der Mikro- und Nanostrukturentwicklung von Metallen bildete.
1946 wurde ihm der Nobelpreis für Physik verliehen: „Für die Erfindung eines Apparates zur Erzeugung extrem hohen Drucks und für seine Entdeckungen, die er damit auf dem Gebiet der Hochdruckphysik machte“.
1954 emeritierte er.
Er ist Erfinder zweier Verfahren zur Herstellung von Einkristallen (Kristallzüchtung): dem Horizontal-Bridgman-Verfahren (HB) und dem Vertikal-Bridgman-Verfahren (VB). Bei beiden Verfahren wird Material ein Schiffchen bzw. einer Ampulle horizontal bzw. vertikal durch einen Heizofen bewegt. Dabei wird das Material aufgeschmolzen und kristallisiert beim Abkühlen erneut. Durch die Steuerung der Abkühlung lassen sich so Einkristalle fertigen. Eine Weiterentwicklung des vertikalen Verfahrens durch Donald C. Stockbarger wird als Bridgman-Stockbarger-Methode bezeichnet, dabei wird ein Mehrzonenofen mit unterschiedlichen Temperaturzonen eingesetzt.
An der Pagetschen Knochenkrankheit leidend, nahm er sich am 20. August 1961 durch einen Schuss in den Kopf selbst das Leben. Zuvor hinterließ er die in ethischer Literatur oft zitierten Worte: „Es schickt sich nicht, wenn eine Gesellschaft einen dazu zwingt, dies selbst zu tun. Vielleicht ist heute der letzte Tag, an dem ich selbst fähig sein werde, dies zu tun.“
Bridgman hatte großen Einfluss auf Robert Oppenheimer, der an der Harvard University studierte. Bridgman heiratete Olive Ware 1912. Ihre Tochter Jane wurde 1914 geboren, ihr Sohn Robert 1915. Er war befreundet mit B. F. Skinner, dem prominentesten Vertreter des radikalen Behaviorismus.

## Ehrungen und Mitgliedschaften
Neben dem Nobelpreis erhielt Bridgman zahlreiche weitere wissenschaftliche Auszeichnungen:
- die Rumford-Medaille der American Academy of Arts and Sciences
- die Cresson-Medaille des Franklin Instituts
- die Roozeboom-Medaille der Königlich Niederländischen Akademie der Wissenschaften
- den Comstock-Preis für Physik der National Academy of Sciences (1933)
- und den New York Award der Research Corporation.

Des Weiteren wurde Bridgman mehrfach die Ehrendoktorwürde verliehen: Stevens Institute of Technology (1934), Harvard (1939), Brooklyn Polytechnic (1941), Princeton (1950), Sorbonne (Paris, 1950) und Yale (1951).
1942 war er Präsident der American Physical Society. 1912 wurde er in die American Academy of Arts and Sciences und 1916 in die American Philosophical Society gewählt. Ab 1918 war er Mitglied der National Academy of Sciences. Er war ein ausländisches Mitglied der Royal Society und Ehrenmitglied der Physical Society (London).
In seinem Andenken wird der Bridgman Award vergeben. Zudem tragen der Mount Bridgman in der Antarktis und der Mondkrater Bridgman seinen Namen.
Seit 2014 ist das mit ca. 38 % Volumenanteil häufigste Mineral der Erde als Bridgmanit benannt, das sich nur unter extremen Druckverhältnissen und daher gewöhnlich in unzugänglicher Tiefe bildet, nachdem es erstmals aus einer natürlichen Quelle isoliert und analysiert werden konnte.

## Werke
- P. W. Bridgman: Dimensional Analysis. Revised Auflage. AMS Press, Inc., 1931, ISBN 0-404-14774-7.
  - P. W. Bridgman: Theorie der physikalischen Dimensionen: Ähnlichkeitsbetrachtungen in der Physik. Revised Auflage. Teubner, Leipzig 1932.
- P. W. Bridgman: The Logic of Modern Physics. The Macmillan Company, New York 1927 (Auszug).
  - P. W. Bridgman: Die Logik der heutigen Physik. Hueber, München 1932.
- P. W. Bridgman: The Physics of High Pressure. G. Bell, London 1931.
- P. W. Bridgman: The Thermodynamics of Electrical Phenomena in Metals. 1934.
- P. W. Bridgman: The Nature of Physical Theory. 1936.
- P. W. Bridgman: The Intelligent Individual and Society. 1938.
- P. W. Bridgman: Nature of Thermodynamics. 1941.
- P. W. Bridgman: Reflections of a Physicist. 1955.
- P. W. Bridgman: The Way Things Are. 1961.